# Olympische Winterspiele 1968/Teilnehmer (Ungarn)
| Gelbes Symbol für Goldmedaillen mit stilisierten Olympischen Ringen | Graues Symbol für Silbermedaillen mit stilisierten Olympischen Ringen | Braundes Symbol für Bronzemedaillen mit stilisierten Olympischen Ringen |
| ------------------------------------------------------------------- | --------------------------------------------------------------------- | ----------------------------------------------------------------------- |
| —                                                                   | —                                                                     | —                                                                       |

Ungarn nahm an den X. Olympischen Winterspielen 1968 im französischen Grenoble mit einer Delegation von zehn Athleten in vier Disziplinen teil, davon acht Männer und zwei Frauen. Ein Medaillengewinn gelang keinem der Athleten.
Fahnenträger bei der Eröffnungsfeier war der Eisschnellläufer Mihály Martos.

## Teilnehmer nach Sportarten

### Eiskunstlauf
Männer
- Jenő Ébert
19. Platz (1595,4)

Frauen
- Zsuzsa Almássy
6. Platz (1757,0)

### Eisschnelllauf
Männer
- György Ivánkai
1500 m: 29. Platz (2:12,6 min)
5000 m: 31. Platz (8:07,5 min)
10.000 m: 27. Platz (17:36,2 min)
- György Martos
500 m: 38. Platz (43,0 s)
1500 m: 27. Platz (2:12,2 min)
- Mihály Martos
500 m: 31. Platz (42,5 s)
1500 m: 45. Platz (2:15,8 min)

### Skilanglauf
Männer
- Tibor Holéczy
15 km: 49. Platz (53:35,9 min)
30 km: 57. Platz (1:51:42,0 h)
50 km: 42. Platz (2:45:38,0 h)
- Miklós Holló
15 km: 64. Platz (58:37,2 min)
30 km: 59. Platz (1:53:41,1 h)
50 km: 45. Platz (2:51:24,1 h)

Frauen
- Éva Balázs
5 km: 27. Platz (18:05,8 min)
10 km: 24. Platz (40:58,3 min)

### Skispringen
- László Gellér
Normalschanze: 34. Platz (189,6)
Großschanze: 19. Platz (191,3)
- Mihály Gellér
Normalschanze: 58. Platz (129,0)
Großschanze: 56. Platz (137,8)